# Fronteras de Noruega
Este artículo enumera las fronteras de Noruega.
Las fronteras terrestres de Noruega se extienden por más de 2566 km, siendo la más larga aquella con Suecia.

## Fronteras terrestres
- Finlandia, véase frontera entre Finlandia y Noruega

## Fronteras terrestres y marítimas
- Suecia, véase frontera entre Noruega y Suecia
- Rusia, véase frontera entre Noruega y Rusia
- Unión Europea, véase frontera entre Noruega y la Unión Europea

## Fronteras marítimas
- Dinamarca, véase frontera entre Dinamarca y Noruega
- Islandia, véase frontera entre Islandia y Noruega
- Reino Unido, véase frontera entre Noruega y Reino Unido verdad